# Cecil Dennis
Charles Cecil Dennis Jr (21 de fevereiro de 1931 - 22 de abril de 1980) foi um político liberiano que serviu como Ministro das Relações Exteriores sob o presidente William Richard Tolbert, Jr. de 1973 até o golpe de estado de 1980 por Samuel Doe. Juntamente com outros membros do gabinete de William Tolbert, ele foi julgado e executado imediatamente pelo pelotão de fuzilamento dez dias após o golpe. Ele foi enterrado no cemitério de palmeirais.
Ele foi premiado postumamente com um título honorário postumamente